# La Zarza (Albacete)
La Zarza es una localidad española del municipio de Pozuelo, perteneciente a la provincia de Albacete, en la comunidad autónoma de Castilla-La Mancha.

## Historia
Hacia mediados del siglo XIX, el lugar ya pertenecía a Pozuelo. Aparece descrito en el decimosexto volumen del Diccionario geográfico-estadístico-histórico de España y sus posesiones de Ultramar de Pascual Madoz de la siguiente manera:

ZARZA DE PEÑAS DE SAN PEDRO: ald. en la prov. de Albacete, part. jud. de Chinchilla, térm. jurisd. de Pozuelo.
(Madoz, 1850, p. 662)

En 2022, tenía empadronados 7 habitantes.